# Pyrenaria sophiae
Pyrenaria sophiae är en tvåhjärtbladig växtart som först beskrevs av Hu Hsien-Hsu, och fick sitt nu gällande namn av S.X. Yang och T.L. Ming. Pyrenaria sophiae ingår i släktet Pyrenaria och familjen Theaceae. Inga underarter finns listade i Catalogue of Life.